# Энобахар, Брайт
Брайт Энобахар (англ. Bright Enobakhare; род. 8 февраля 1998, Бенин-Сити) — нигерийский футболист, нападающий.

## Клубная карьера

### Ранние годы
Энобахар родился в Нигерии, но переехал в Бирмингем в возрасте 15 лет, где начал играть за молодежную команду «Нортфилд Таун», которая выиграла Малый кубок Бирмингема в 2014 году, а Брайт забил там два гола в игре против «Регби Тауна» (3:1) на «Вилла Парк». После своего успеха Энобахар прошел просмотр в нескольких профессиональных клубах и в результате присоединился к молодежной команде «Вулверхэмптон Уондерерс».

### «Вулверхэмптон Уондерерс» и аренды
Летом 2015 года Энобахар подписал свой первый профессиональный контракт с «Вулверхэмптон Уондерерс», забил гол в своем дебютном матче за клуб в товарищеской игре против «Шамбли» (3:2). 2 августа он забил победный гол в товарищеской игре против «Донкастер Роверс» (4:3) на «Кипмоут Стедиум». Четыре дня спустя главный тренер Кенни Джекетт заявил, что Энобахар останется в заявке в первой команде на предстоящий сезон из-за нехватки других форвардов.
11 августа 2015 года Энобахар впервые был включен в состав команды «волков» на официальный матч, оставшись на замене во время игры с «Ньюпорт Каунти» (2:1) в первом раунде Кубка Лиги. Через две недели в следующем раунде он дебютировал за команду, выйдя в стартовом составе, забив гол уже на третьей минуте в ворота клуба «Барнет» (2:1). 29 сентября он сыграл свою первую игру в Футбольной лиге, заменив Адама Ле Фондра на последние семь минут игры против «Фулхэма» (3:0) в Чемпионшипе. Энобахар забил свой первый гол в чемпионате за «волков» в домашнем победном матче против «Барнсли» (2:1) 23 сентября 2017 года, выйдя на замену вместо Ивана Кавалейру на 65-й минуте. Всего в сезоне 2016/17 Брайт провел 14 матчей, прежде чем Нуну Эшпириту Санту дал ему реальный шанс и в сезоне 2017/18 Брайт стабильно выходил на поле и помог клубу стать чемпионом Чемпионшипа, что означало, что «Вулверхэмптон» сезон 2018/19 в Премьер-лигу, впрочем, там нападающий так и не сыграл.
31 августа 2018 года Энобахар был отдан в аренду шотландскому клубу «Килмарнок» из Премьершипа до нового года, после чего он на правах аренды перешел в команду Первой английской лиги «Ковентри Сити» на оставшийся сезон. В «Ковентри» он был признан лучшим молодым футболистом команды 2019 года.
8 августа 2019 года Энобахар на правах аренды присоединился к клубу Чемпионшипа «Уиган Атлетик». Он сыграл основную команду только одну игру Кубка лиги и два матча чемпионата, выходя на замену, а большинство тренировался с их молодежной командой и досрочно вернулся к «волкам» в январе.
14 мая 2020 года Энобахар покинул «волков» по обоюдному согласию после того, как провел 49 матчей за первую команду и забил 3 гола за свой родной клуб во всех турнирах.

### АЕК (Афины)
20 июня 2020 греческий АЕК (Афины) официально объявил о подписании трёхлетнего соглашения с Энобахаром, куда игрок перебрался на безвозмездной основе. 27 сентября 2020 он забил свой первый гол за клуб в дебютном матче против «Ламии», выйдя на замену за 8 минут до этого. 5 октября 2020 года Энобахар расторг контракт с клубом по взаимному согласию только через несколько месяцев после перехода. Он сыграл за команду всего 14 минут в греческой Суперлиге, в матче против «Ламии».

### «Ист Бенгал»
1 января 2021 Брайт Энобахар присоединился к команде Индийской Суперлиги «Ист Бенгал» на оставшийся сезон 2020/21. К тому времени клуб со столетней историей впервые при этом играл на этом турнире испытывал трудности с результатами и приход нигерийца в команду имел мгновенное влияние. 3 января 2021 он дебютировал за клуб и в этом же матче забил свой первый гол, а его команда выиграла матч против «Одиши» (3:1). Уже в следующем матче Энобахар забил эффектный сольный гол, помог своей команде взять очко в игре с «Гоа» (1:1). 15 января он ассистировал Скотту Невиллу, который сравнял счет в матче против «Керала Бластерс» (1:1). Всего в 12 играх в Суперлиге к концу сезона он забил 3 гола.

### «Ковентри Сити»
13 июля 2021 года Энобахар вернулся в «Ковентри Сити», подписав двухлетний контракт с клубом в статусе свободного агента, однако уже 1 ноября 2021 года его контракт был расторгнут по взаимному согласию. К этому моменту Энобахар сыграл лишь один матч за клуб в игре против «Нортгемптон Таун» в Кубке лиги.

### «Хапоэль» (Иерусалим)
30 января 2022 года нигериец подписал контракт с иерусалимским «Хапоэлем», впрочем и здесь задержаться не смог, поскольку был уволен 4 апреля из-за того, что пропустил тренировку и был пойман пьяным за рулем. В общей сложности за иерусалимский клуб Брайт провел 4 матча в местной Премьер-лиге и голов не забивал.

### «Рух» (Львов)
22 октября 2022 г в статусе свободного агента заключил соглашение с львовским «Рухом». Дебютировал за команду 10 ноября в украинской Премьер-лиге, выйдя в основе в дерби против «Львова» (1:2), но уже на 41 минуте был заменен на Богдана Бойчука.

## Карьера в сборной
В 2019 году в составе олимпийской сборной Нигерии принял участие в молодёжном чемпионате Африки в Египте, на котором сыграл в двух матчах, а нигерийцы не вышли из группы.

## Достижения
«Вулверхэмптон Уондерерс»
- Победитель Чемпионшипа: 2017/18